# Institut Català de Nanociència i Nanotecnologia
L'Institut Català de Nanociència i Nanotecnologia (ICN2) és un centre dedicat a la recerca en nanociència i nanotecnologia, creat l'any 2003 i adscrit a la Universitat Autònoma de Barcelona.
La Fundació Privada Institut Català de Nanotecnologia (ICN), es va constituir com a tal l'11 de juliol de 2003. Està regida per un òrgan superior de govern, el Patronat, format pel Departament d'Universitats, Recerca i Societat de la Informació (DURSI) i la Universitat Autònoma de Barcelona (UAB), té un director i disposa d'un Consell Científic que és l'òrgan assessor. Encara que l'ICN2 fou fundat el 2003, no inicià pròpiament les seves activitats fins dos anys més tard. El patronat de la fundació privada de l'ICN2 està format pel Consell Superior d'Investigacions Científiques (CSIC), la Generalitat de Catalunya i la Universitat Autònoma de Barcelona (UAB). L'ICN2 forma part de CERCA, la xarxa de Centres de Recerca de Catalunya impulsada per la Generalitat de Catalunya. Pel que fa al desenvolupament de la seva activitat científica, l'ICN2 la desenvolupa en dues branques principals: la recerca científica, amb projectes d'abast fonamentalment estatal i europeu, i la recerca tecnològica, centrada en àrees d'especialitat internes i amb la col·laboració de la indústria privada.
El gener del 2012 la Generalitat i el Consell Superior d'Investigacions Científiques (CSIC) van acordar unificar els centres de recerca en nanociència que aquests dos organismes tenien a Catalunya amb la intenció de reforçar la investigació en aquest àmbit. Amb la fusió, gràcies al conveni firmat entre el Departament d'Economia i Coneixement, el CSIC i la Universitat Autònoma de Barcelona, es volia crear un únic centre de recerca en nanotecnologia. Finalment, el gener del 2014 s'inaugurà al campus de la UAB de Bellaterra, a Cerdanyola del Vallès, la nova seu de l'ICN2, un edifici de 6.000 m2 ocupat en més d'una tercera part per laboratoris amb tecnologia d‘última generació.
L'Institut acull al voltant de 200 persones, de les quals 170 són investigadors, que formen un equip altament qualificat, multidisciplinari i multicultural. L'ICN2 està adherit a l'Anella Científica, xarxa de telecomunicacions acadèmica i de recerca catalana. Des del juliol de 2012 el director de l'Institut Català de Nanociència i Nanotecnologia és Pablo Ordejón Rontomé.
El 2015 passa a ser part del Barcelona Institute of Science and Technology (BIST), creat el mateix any per agrupar centres d'excel·lència en recerca de diferents camps.